# Linowiec (województwo pomorskie)
Linowiec – wieś kociewska w Polsce położona w województwie pomorskim, w powiecie starogardzkim, w gminie Starogard Gdański. 
W latach 1975–1998 miejscowość administracyjnie należała do województwa gdańskiego.